# Uri (imię)
Uri – biblijne imię męskie (hebr. אורי, Mój ogień).
Znane osoby noszące to imię:
- Uri – postać biblijna
- Uri Ari’el – izraelski polityk
- Uri Awneri – izraelski działacz pokojowy
- Uri Caine – amerykański pianista jazzowy
- Uri Geller –  izraelski iluzjonista
- Uri Lupolianski – były burmistrz Jerozolimy
- Uri Malmilian – izraelski piłkarz
- Uri Or – izraelski polityk
- Uri Orlew – izraelski pisarz i tłumacz, ur. w Warszawie
- Uri Sawir – izraelski dyplomata
- Uri Shulevitz – amerykański pisarz

Postacie fikcyjne:
- Uri (Uriel), właśc. Gaius Theodorus – główny bohater powieści Niewola Györgya Spiró